# Љубомир Зекавица
Љубомир Зекавица (Београд, 13. август 1925 — 13. јун 2009), био је српски и југословенски пилот.
Као пробни пилот Ваздухопловноопитног центра је поставио светски рекорд за брзину лета. После опитног центра је био пилот ЈАТа. Као пробни пилот је полетео прототип, познатог авиона властитог развоја и производње Г-2 галеб, у мају 1961. године. Успешно га је демонстрирао у лету, на међународној изложби авиона у Паризу. За то је везан карактеристичан догађај. Демонстрирао је минималну брзину са извученим закрилцима и прешао је у следећу фазу леђног лета, а заборавио је увући закрилца. Сви присутни су мислили да је то део посебног програма, који се граничи с немогућим. Добио је велики аплауз и честитке.
Био је члан је Аеро-клуба Земун.
Зекавица је поставио светски рекорд авионом Матица 451-ММ с погоном на турбомлазни мотор, поткласа Ц-1Д у дисциплини брзина на основици 15/25 km с резултатом 750,340 km/h у околини Београда 19. маја 1960. Тај светски рекорд премашио је 22. децембра 1961. совјетски пилот В. Смирнов постигавши резултат 767,30 km/h.
Као капетан ЈАТ-а био је киднапован 1981. године на лету Београд-Титоград-Дубровник. Лет се окончао предајом киднапера и без људских жртава на аеродрому у Ларнаки (Кипар).